# Aldo Francesco Massera
Aldo Francesco Massera (Ancona, 3 febbraio 1883 – Rimini, 21 luglio 1928) è stato un filologo, critico letterario e storico della letteratura italiano.

## Biografia
Appena diciottenne, nel 1901 scrisse un saggio biografico, mai ritoccato, su Cecco Angiolieri, sviluppando le ricerche di Alessandro D'Ancona; nel 1906 pubblicò la prima edizione critica dell'opera di questo rimatore, comprendendo 138 sonetti, in massima parte provenienti dal codice Chigiano L.VIII.305; fra essi, tuttavia, erano compresi altri sonetti di sicuro non appartenenti a Cecco, bensì a Meo de' Tolomei e Nicola Muscia da Siena, come le successive ricerche di Adele Todaro e Mario Marti avrebbero dimostrato.
A Massera, inoltre, si deve la gran sistemazione della sonetteria giocosa italiana del Duecento e del Trecento, con la raccolta in due volumi, rimasta capitale per oltre trent'anni, di Sonetti burleschi e realistici dei primi due secoli (Laterza, Bari 1920). Anche in questa edizione, tuttavia, si trovano sotto il nome di Cecco Angiolieri sonetti di Meo e Muscia (per un totale di 150 sonetti attribuiti all'Angiolieri).
Si occupò del Boccaccio maggiore e minore, di cui curò per gli Scrittori d'Italia di Laterza la prima edizione del Decamerone, nel 1927 e quella delle Opere latine minori nel 1928.
Morì per un attacco di nefrite a Rimini nel 1928, a quarantacinque anni.

## Opere
- Aldo Francesco Massera, La patria e la vita di Cecco Angiolieri, in "Bullettino Senese di Storia Patria", VIII (1901), pp. 435–452
- Aldo Francesco Massera, I sonetti di Cecco Angiolieri contenuti nel codice Chigiano L.VIII.305, in "Studj Romanzi", II (1904), pp. 41–61
- I sonetti di Cecco Angiolieri editi criticamente ed illustrati per cura di Aldo Francesco Massera, Zanichelli, Bologna 1906
- Aldo Francesco Massera, Nuovi sonetti di Cecco Angiolieri, in "Studj Romanzi", XIII (1917), pp. 79–99
- Giovanni Boccaccio, Il Decameron, a cura di A.F. Massera, 2 voll., Bari, Giuseppe Laterza & figli, 1927 ("Scrittori d'Italia", 97 e 98)
- Giovanni Boccaccio, Opere latine minori, a cura di A.F. Massera, Bari, Giuseppe Laterza & figli, 1928 ("Scrittori d'Italia", 111)
- Aldo Francesco Massera, Sonetti burleschi e realistici dei primi due secoli, Laterza, Bari 1920, 2 voll. ("Scrittori d'Italia", 88 e 89); nuova edizione in volume unico a cura di Luigi Russo, Laterza, Bari 1940 ("Scrittori d'Italia", 88-89)